# Mammillaria mazatlanensis
Mammillaria mazatlanensis är en kaktusväxtart som beskrevs av Karl Moritz Schumann och Robert Louis August Maximilian Gürke. Mammillaria mazatlanensis ingår i släktet Mammillaria och familjen kaktusväxter. Inga underarter finns listade i Catalogue of Life.

## Bildgalleri

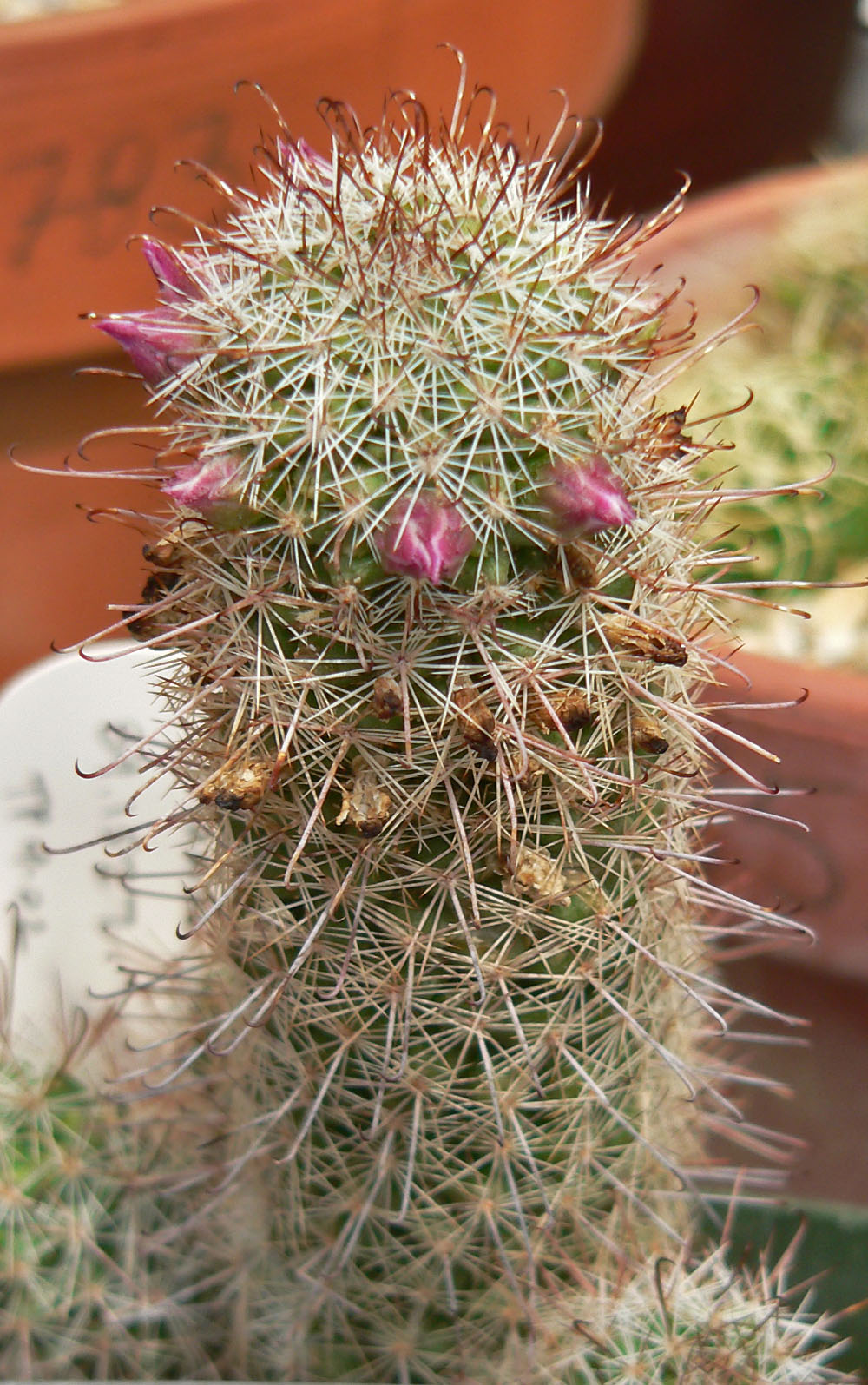
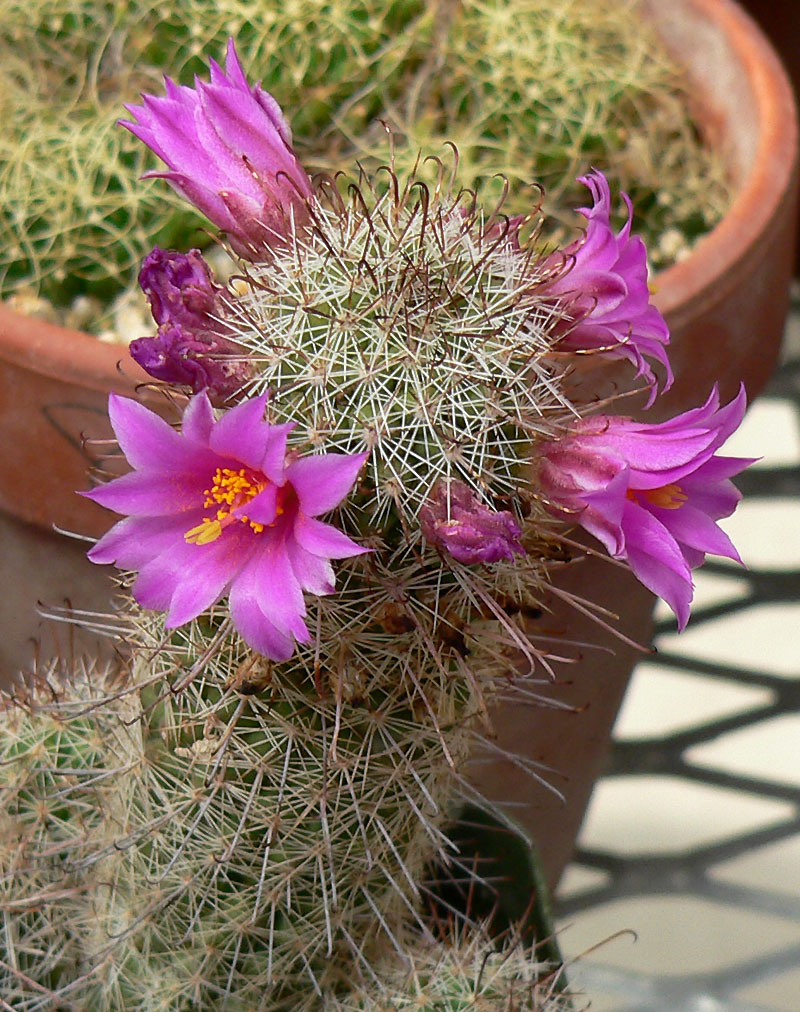